# Gripsholm (Film)
Gripsholm ist eine deutsche Literaturverfilmung von Xavier Koller aus dem Jahr 2000. Sie basiert auf der Erzählung Schloß Gripsholm. Eine Sommergeschichte, die Kurt Tucholsky 1931 veröffentlichte, und vermischt diese mit Szenen aus der Biografie Tucholskys. Dabei hält er sich jedoch nicht streng an die historischen Fakten.

## Handlung
Der Berliner Schriftsteller Kurt hat 1932 von seinem Verleger den Auftrag bekommen, eine leichte Sommergeschichte zu schreiben, da seine politischen Schriften im Zuge des erstarkten Nationalismus nicht mehr wohlwollend aufgenommen werden. Mit seiner Freundin Lydia, die er Prinzessin nennt, reist er ins schwedische Strängnäs, wo das Paar auf Schloss Gripsholm die sommerliche Idylle genießt, bis nach einiger Zeit Kurts Freund Karlchen auftaucht. Von ihm erfährt Kurt, dass ihm in Berlin ein Prozess droht. Daraufhin entscheidet sich der Schriftsteller, in Schweden im Exil zu bleiben.

## Produktion
Der ursprüngliche Drehbuchentwurf stammt von Stefan Kolditz, der jedoch seinen Namen zurückzog, nachdem Regisseur Koller Teile des Drehbuchs eigenmächtig veränderte.
Produziert wurde der Film, der ein Budget von etwa 11,5 Millionen Mark hatte, mit Geldern aus Deutschland, Österreich und der Schweiz.

## Veröffentlichung
Die Dreharbeiten fanden 1999 statt, dennoch kam der Film erst am 16. November 2000 in die Kinos. Zum Kinostart wurden zunächst 150 Kopien verteilt. Außerdem wurde Gripsholm 2001 auf der Berlinale gezeigt.

## Kritiken
Während die Abendzeitung den Film insbesondere wegen seiner Entfernung von historischen Tatsachen kritisierte und lediglich das Szenenbild und die Kamera lobte, fand die schweizerische Zeitschrift Film, durch die Vermischung von Roman und Biografie Tucholskys entstehe ein atmosphärisch stimmiges Zeitbild. Laut Lexikon des internationalen Films ist Gripsholm handwerklich exzellent und überzeugt in Einzelszenen. Die Gesamthandlung sei durch die Vermischung von biografischer Skizze und fiktiver Handlung jedoch widersprüchlich.
Gelobt werden von verschiedenen Kritikern die schauspielerischen Leistungen, insbesondere von Heike Makatsch als Prinzessin. Auch Silke Schütze schrieb für Cinema, „Regisseur Xavier Koller verschmilzt in seiner Hommage an den legendären Querdenker den historischen Tucholsky mit dem Ich-Erzähler des Romans. Ulrich Noethen blickt als ‘Tucho’ zwar verschmitzt und melancholisch und agiert auf hohem schauspielerischen Niveau, aber ‚Gripsholm‘ ist ganz der Film von Heike Makatsch. […] ‚Gripsholm‘ ist für die 28-Jährige der Durchbruch als Charakterschauspielerin. […] Koller tut sich mit Bildern für das überschattete Sommer-Idyll schwer und peppt es mit Berliner Nachtclubszenen auf, in denen Jasmin Tabatabai gekonnt, aber unmotiviert, in Liza-Minnelli-Pose zeigt. Das Schönste und Traurigste an diesem zäh dahinfließenden Sittenbild ist das Lächeln von ‘Prinzessin’ Heike.“